# Emigdio Mariani
Emigdio Mariani (Sevilla, 1901-1995) fue un compositor y fotógrafo español.

## Biografía
Hijo del organista y compositor Luis Leandro Mariani, nació en la ciudad española de Sevilla en 1901. Simultaneó el estudio del bachillerato con las enseñanzas de piano, armonía, contrapunto, composición y orquestación, con su padre de maestro. Se significó como músico e ingresó en el profesorado del Convervatorio de Música de Sevilla, del que llegó a ser director. Ocupó, asimismo, las cátedras de Armonía y Composición. Entre sus obras, figuran numerosas piezas para piano, una suite para piano estilo clásico y varias canciones. Al teatro, asimismo, le dio las partituras de algunas zarzuelas, incluidas las tituladas La hora de la verdad y Cruz de Mayo sevillana. También fotógrafo, en 1954 fue padre fundador de la Agrupación Fotográfica Sevillana. Falleció en 1995.